# Быстров, Глеб Александрович
Быстров Глеб Александрович (8 декабря 1910 — 19 июня 1983) — управляющий трестом «Кагановичуголь» комбината «Кузбассуголь» (город Киселёвск Кемеровской области), Герой Социалистического Труда.

## Биография
Родился 8 декабря 1910 года на станции Тырница (Спасский уезд) Московско-Казанской железной дороги. Трудовую деятельность начал в 1929 году электрослесарем на шахте имени Ленина в городе Ленинск-Кузнецкий ныне Кемеровской области. В 1937 году окончил Томский индустриальный институт. В 1937—1943 годах трудился на инженерно-технических должностях на угольных предприятиях в Ленинске-Кузнецком. В 1943 году перевелся в город Белово Кемеровской области, где работал начальником шахты «Пионерка». В послевоенные годы возглавлял шахты 9-15 (Анжеро-Судженск), имени Е. М. Ярославского (Ленинск-Кузнецкий), имени К. Е. Ворошилова (Прокопьевск).
С 1951 по 1957 год — управляющий трестом «Кагановичуголь» комбината «Кузбассуголь» Минуглепрома СССР в городе Киселёвску Кемеровской области. Руководимый им трест стал самым крупным в Кузбассе. За 5-ю пятилетку (1951—1955 годы) добыча угля увеличилась на 50 % и развивалась более высокими темпами, чем в среднем по угольной отрасли страны.
Указом Президиума Верховного Совета СССР от 26 апреля 1957 года за выдающиеся успехи, достигнутые в деле развития угольной промышленности в годы пятой пятилетки и в 1956 году, Быстрову Глебу Александровичу присвоено звание Героя Социалистического Труда с вручением ордена Ленина и золотой медали «Серп и Молот».
В 1957—1960 годах — начальник комбината «Кузбассуголь» в городе Кемерово. В 1960 году переведён в Москву. В 1960—1963 годах — начальник Главного управления Всероссийского Совета народного хозяйства (ВСНХ РСФСР). В 1963—1965 годах — начальник Главного управления угольной, нефтяной, торфяной и сланцевой промышленности СНХ РСФСР. В 1965—1974 годах — начальник Главного управления по восточным районам РСФСР Министерства угольной промышленности СССР. С 1974 года — заместитель председателя Научно-технического совета Минуглепрома СССР.
Жил в Москве. Умер 19 июня 1983 года. Похоронен в Москве на Кунцевском кладбище.

## Награды
Награждён орденами Ленина (26.04.1957), Трудового Красного Знамени, «Знак Почёта», медалями, в том числе «За трудовую доблесть», «За трудовое отличие» (дважды), знаком «Шахтёрская слава» трёх степеней, Заслуженный шахтёр РСФСР.